# 甘化科工
广东甘化科工股份有限公司（深交所：000576，简称：甘化科工）是中国深圳证券交易所的一家上市公司，主营业务范围为综合类。
2011年，该公司主营业务收入为387382732.08元，公司净利润为-195687279.23元，公司总资产为911890898.62元。